# Controspionaggio (film 1926)
Controspionaggio (Three Faces East) è un film muto del 1926 diretto da Rupert Julian.
Il soggetto, adattato per lo schermo da Monte M. Katterjohn e da C. Gardner Sullivan, è tratto dal lavoro teatrale Three Faces East di Anthony Paul Kelly, una popolare pièce che aveva come argomento lo spionaggio durante la prima guerra mondiale.

## Trama
Prigioniero di guerra in Germania, Frank Bennett intreccia una relazione con la bella infermiera tedesca Fräulein Marks. Catturata durante un'incursione degli inglesi, l'infermiera si rivela essere un'agente del servizio segreto britannico, il cui vero nome è Miss Hawtree.
A Miss Hawtree viene affidata la missione di recarsi da George Bennett, capo del Ministero della Guerra, per smascherare una spia tedesca di nome Boelke. Nella residenza di Bennett, Miss Hawtree si fa corteggiare da un domestico, tale Valdar, che si dichiara ferito in guerra. Si scopre, però, che la spia è proprio Valdar e Miss Hawtree ne provoca la morte.
Quando la guerra sarà finita, un futuro felice attende Miss Hawtree.e Frank Bennett.

## Produzione
Il film fu prodotto dalla Cinema Corporation of America.

## Distribuzione
Il copyright del film, richiesto dalla Cinema Corp. of America, fu registrato il 14 dicembre 1925 con il numero LP22130.
Distribuito dalla Producers Distributing Corporation (PDC), il film - presentato da Cecil B. DeMille - uscì nelle sale cinematografiche statunitensi con una prima a New York il 3 febbraio 1926. Nello stesso anno, fu distribuito anche nel Regno Unito (13 settembre) e in Argentina, in versione originale sottotitolata, con il titolo Tres caras al este.
In Italia, distribuito dalla Producers, uscì nel marzo 1927 con il visto di censura numero 23194. Il 19 giugno, fu distribuito in Finlandia, uscendo poi, il 17 dicembre 1928, anche in Portogallo con il titolo A Espia Trágica.

### Conservazione
Copia completa della pellicola si trova conservata negli Archives Du Film Du CNC di Bois d'Arcy.

### Altre versioni
La commedia da cui è tratto il film e che aveva debuttato a Broadway il 13 agosto 1918, fu portata sullo schermo altre due volte in versione sonora.
- Agente segreto Z1 (Three Faces East), regia di Roy Del Ruth (1930)
- British Intelligence, regia di Terry O. Morse (1940)